# Geometrinae
Le Geometrinae Leach, 1815 sono una sottofamiglia di lepidotteri appartenente alla famiglia Geometridae, diffusa in tutti i continenti.

## Descrizione
Queste piccole falene sono spesso di colore azzurrognolo-verde, tanto da essere chiamate "falene smeraldo" (in inglese emerald moths), sebbene vi siano alcune specie così chiamate che sono classificate nella tribù Campaeini della sottofamiglia Ennominae.

## Tassonomia
Il taxon comprende circa 2.300 specie (principalmente presenti nelle fasce tropicali), e comprende 18 tribù, alcune delle quali sono attualmente molto piccole o addirittura monotipiche:
- Aracimini Inoue, 1961
- Comibaenini Inoue, 1961
- Comostolini Inoue, 1961
- Dichordophorini Ferguson, 1969
- Dysphaniini Warren, 1895
- Geometrini Leach, 1815
- Heliotheini Exposito, 1978
- Hemistolini Inoue, 1961
- Hemitheini Bruand, 1846
- Jodini Inoue, 1961
- Microloxiini Hausmann, 1996
- Nemoriini Gumppenberg, 1887
- Pseudoterpnini Warren, 1893
- Rhomboristini Inoue, 1961
- Synchlorini Ferguson, 1969
- Thalassodini Inoue, 1961
- Thalerini Herbulot, 1963
- Timandromorphini Inoue, 1961

Alcuni autori ritengono che le seguenti tribù debbano essere classificate come sottotribù di un'unica più ampia tribù:
- Comostolini
- Hemistolini
- Jodini
- Thalassodini
- Thalerini

### Generiincertae sedis
Alcuni generi della sottofamiglia, tra i quali i seguenti, non sono stati definitivamente assegnati ad alcuna tribù:
- Bathycolpodes
- Bustilloxia
- Eucrostes
- Kuchleria
- Prosomphax
- Xenochlorodes